# 柯有安
柯有安（1932年—），男，湖北武汉人，中国信息学家，曾任北京工业学院副院长、教授、博士生导师。